# Aire urbaine de Marmande
L'aire urbaine de Marmande est une aire urbaine française centrée sur l'unité urbaine de Marmande. Composée de 22 communes (20 en Lot-et-Garonne et 2 en Gironde), elle comptait 36 315 habitants en 2013.

## Caractéristiques en 1999
D'après la définition qu'en donne l'INSEE, l'aire urbaine de Marmande est composée de 17 communes, situées en Lot-et-Garonne. Ses 29 501 habitants font d'elle la 199e aire urbaine de France.
6 communes de l'aire urbaine sont des pôles urbains.
Le tableau suivant détaille la répartition de l'aire urbaine sur le département (les pourcentages s'entendent en proportion du département) :
| Département    | Communes | Communes (%) | Superficie (km²) | Superficie (%) | Population (1999) | Population (%) |
| -------------- | -------- | ------------ | ---------------- | -------------- | ----------------- | -------------- |
| Lot-et-Garonne | 17       | 5,3          | 252,26           | 4,7            | 29 501            | 9,7            |

| Code INSEE | Commune                 | Type                  | Département    | Superficie (km²)               | Population (1999)                               | Population (2008) | Densité (hab./km²) |
| ---------- | ----------------------- | --------------------- | -------------- | ------------------------------ | ----------------------------------------------- | ----------------- | ------------------ |
| 47024      | Beaupuy                 | Pôle urbain           | Lot-et-Garonne | +0008,17                       | +0 0001 028,                                    | +0 0001 370,      | +00168,            |
| 47028      | Birac-sur-Trec          | Commune monopolarisée | Lot-et-Garonne | +0014,34                       | +00 000672,                                     | +00 000786,       | +00055,            |
| 47056      | Castelnau-sur-Gupie     | Pôle urbain           | Lot-et-Garonne | +0015,23                       | +00 000681,                                     | +00 000816,       | +00052,            |
| 47088      | Escassefort             | Commune monopolarisée | Lot-et-Garonne | +0013,92                       | +00 000556,                                     | +00 000563,       | +00040,            |
| 47101      | Fourques-sur-Garonne    | Commune monopolarisée | Lot-et-Garonne | +0013,96                       | +0 0001 179,                                    | +0 0001 210,      | +00087,            |
| 47108      | Gaujac                  | Commune monopolarisée | Lot-et-Garonne | +0007,33                       | +00 000303,                                     | +00 000289,       | +00039,            |
| 47131      | Lagupie                 | Pôle urbain           | Lot-et-Garonne | +0008,69                       | +00 000489,                                     | +00 000587,       | +00068,            |
| 47150      | Longueville             | Commune monopolarisée | Lot-et-Garonne | +0004,79                       | +00 000260,                                     | +00 000322,       | +00067,            |
| 47156      | Marcellus               | Commune monopolarisée | Lot-et-Garonne | +0011,77                       | +00 000699,                                     | +00 000785,       | +00067,            |
| 47157      | Marmande                | Pôle urbain           | Lot-et-Garonne | +0045,06 (+0060,86 avant 2003) | +00016 770,                                     | +00017 947,       | +00398,            |
| 47163      | Mauvezin-sur-Gupie      | Pôle urbain           | Lot-et-Garonne | +0015,8                        | 0 (commune rattachée à Marmande de 1972 à 2003) | +00 000449,       | +00028,            |
| 47191      | Montpouillan            | Commune monopolarisée | Lot-et-Garonne | +0012,07                       | +00 000557,                                     | +00 000637,       | +00053,            |
| 47233      | Sainte-Bazeille         | Pôle urbain           | Lot-et-Garonne | +0020,67                       | +0 0002 656,                                    | +0 0002 927,      | +00142,            |
| 47253      | Sainte-Marthe           | Commune monopolarisée | Lot-et-Garonne | +0009,65                       | +00 000383,                                     | +00 000472,       | +00049,            |
| 47257      | Saint-Martin-Petit      | Pôle urbain           | Lot-et-Garonne | +0006,39                       | +00 000357,                                     | +00 000418,       | +00065,            |
| 47263      | Saint-Pardoux-du-Breuil | Pôle urbain           | Lot-et-Garonne | +0007,3                        | +00 000576,                                     | +00 000580,       | +00079,            |
| 47285      | Samazan                 | Commune monopolarisée | Lot-et-Garonne | +0017,25                       | +00 000748,                                     | +00 000856,       | +00050,            |
| 47326      | Virazeil                | Pôle urbain           | Lot-et-Garonne | +0019,87                       | +0 0001 587,                                    | +0 0001 635,      | +00082,            |
|            | Total                   |                       |                | +0252,26                       | +00029 501,                                     | +00032 649,       | +00127,            |